# Smišljak (Brod Moravice)
Smišljak es una localidad de Croacia en el municipio de Brod Moravice, condado de Primorje-Gorski Kotar.

## Geografía
Se encuentra a una altitud de 463 m s. n. m. a 92 km de la capital nacional, Zagreb.

## Demografía
Para la fecha del censo 2011 la localidad se encontraba deshabitada.
| Gráfica de población de Smišljak 1857-2011                          |
|                                                                     |
| Según los censos de población de la oficina estadística de Croacia. |